# ستيفن يوربان
ستيفن يوربان (بالإنجليزية: Stephen Urban)‏ هو سياسي أمريكي، ولد في 1952 في ويلكس بار في الولايات المتحدة. حزبياً، نشط في الحزب الديمقراطي (2010 – ) والحزب الجمهوري (2000 – 2010).